# 尼尔·斯蒂芬森
尼尔·唐恩·斯蒂芬森（英語：Neal Town Stephenson，1959年10月31日—）出生于美国马里兰州米德堡，为美国著名的小说家，因推想小说而闻名全美。

## 生平
1959年10月31日，斯蒂芬森出生在美国马里兰州安妮阿伦德尔县，他的父亲是电子工程学和物理学教授，母亲是生物化学工程教授。
1960年，他们家搬迁到伊利诺伊州。
1966年，他们家搬迁到爱荷华州。
1977年，斯蒂芬森在爱荷华州的一所高中毕业。高中毕业后，斯蒂芬森考入波士顿大学，他在大学里主修物理学和地理学，专门研究大型机械。1981年，斯蒂芬森拿到了地理学和物理学的学位。
1984年以来，斯蒂芬森主要住在太平洋西北地区，目前居住在西雅图。

## 作品
- 《大学》（The Big U；1984年）
- 《佐迪亚克》（Zodiac；1988年）
- 《溃雪》（Snow Crash；1992年）[4][5]
- 《钻石时代》（The Diamond Age，1995年）
- 《编码宝典》（Cryptonomicon；1999年）
- 《怪人》（Quicksilver；2003年）
- 《混淆》（The Confusion；2004年）
- 《世界系统》（The System of the World；2004年）
- Anathem（2008年）
- Reamde（2011年）
- 《7夏娃》（Seveneves；2015年／木馬文化出版）[6]